# Панаитоаја (Ботошани)
Панаитоаја (рум. Panaitoaia) насеље је у Румунији у округу Ботошани у општини Аврамени. Oпштина се налази на надморској висини од 118 m.

## Становништво
Према подацима из 2002. године у насељу је живело 181 становника, од којих су сви румунске националности.